# New Old Stock
Der englische Ausdruck New Old Stock (NOS) bedeutet „neu aus altem Lagerbestand“. Er bezeichnet Bauteile oder Geräte, deren Herstellung eingestellt wurde, die aber z. B. aus Ersatzteilbeständen oder alten Lagerbeständen ungebraucht und oft originalverpackt zur Verfügung stehen. Üblicherweise wird das auch im deutschen Sprachraum gängige Kürzel verwendet, etwa zur Kennzeichnung von Warenangeboten aller Art im Internet.
Die Bezeichnung wird auch für Bauelemente oder Geräte verwendet, die vor Erlass neuer Vorschriften hergestellt wurden und diese deshalb eventuell nicht erfüllen, trotzdem aber noch (für eine Übergangszeit) verkauft oder (auch für Ersatzbedarf) verwendet werden dürfen. Ein Beispiel für eine derartige Vorschrift ist die EU-RoHS-Richtlinie, die den Einsatz einiger Schadstoffe wie Blei, Quecksilber und Cadmium in Elektro- und Elektronikgeräten seit dem 1. Juli 2006 verbietet. Dadurch soll erreicht werden, dass die Gefahrstoffe, soweit technisch möglich, weder bei der Produktion noch bei der späteren Entsorgung in die Umwelt gelangen.
Ein weiteres Beispiel sind Elektronenröhren, die heute weitgehend durch Halbleiter ersetzt worden sind, aber bei einigen Anwendungen noch sehr beliebt sind, z. B. für High-End-HiFi oder Gitarrenverstärker. Röhren von nicht mehr existierenden Herstellern sind zum Teil noch aus alten militärischen Ersatzteilbeständen verfügbar. Sie haben zum Teil andere Eigenschaften – wie zum Beispiel eine leicht abweichende elektrische Kennlinie, die im Laufe der Produktionsjahre vom Hersteller verändert wurde – als dieselben Röhren aus laufender Produktion, und sind deshalb begehrt.
Bei Sammlerobjekten wie mehrere Jahrzehnte alten Armbanduhren oder Geräten der Unterhaltungselektronik, die selten in neuwertigem oder neuem Zustand erhältlich sind, erzielen Objekte aus NOS-Beständen meist weit höhere Preise als auf dem Gebrauchtmarkt üblich.

## Verwechslungen des Begriffs
Der Begriff wird leicht mit der identischen Abkürzung NOS für Never Out of Stock verwechselt, was für „ständige Verfügbarkeit“ steht. Durch die Gleichartigkeit der Abkürzungen sind insbesondere hinsichtlich der Produktbezeichnungen bei Online-Shops Missverständnisse möglich.